# Mihail Kogălniceanu
Mihail Kogălniceanu (n. 6 septembrie 1817, Iași, Moldova – d. 1 iulie 1891, Paris, Franța) a fost un om politic de orientare liberală, avocat, istoric și publicist român originar din Moldova, care a devenit cel de-al treilea prim-ministru al României la 11 octombrie 1863, după Unirea din 1859 a Principatelor Dunărene în timpul domniei lui Alexandru Ioan Cuza, și mai târziu a servit ca ministru al Afacerilor Externe sub domnia lui Carol I. A fost de mai multe ori ministru de interne în timpul domniilor lui Cuza și Carol. A fost unul dintre cei mai influenți intelectuali români ai generației sale (situându-se pe curentul moderat al liberalismului). Fiind un liberal moderat, și-a început cariera politică în calitate de colaborator al prințului Mihail Sturdza, în același timp ocupând funcția de director al Teatrului Național din Iași și a publicat mai multe opere împreună cu Vasile Alecsandri și Ion Ghica.
A fost redactor șef al revistei Dacia Literară și profesor al Academiei Mihăileane. Kogălniceanu a intrat în conflict cu autoritățile din cauza discursului inaugural cu tentă romantic-naționalistă susținut în anul 1843. A fost unul dintre ideologii Revoluției de la 1848 în Moldova, fiind autorul petiției Dorințele partidei naționale din Moldova.
După Războiul Crimeii, prințul Grigore Alexandru Ghica l-a însărcinat cu elaborarea unui pachet de legi pentru abolirea robiei romilor. Împreună cu Alecsandri, a editat revista unionistă Steaua Dunării, a jucat un rol important în timpul alegerilor pentru Divanurile ad-hoc, și l-a promovat cu succes pe Cuza, prietenul său pe tot parcursul vieții, la tron.
Kogălniceanu a susținut prin propuneri legislative eliminarea rangurilor boierești și secularizarea averilor mănăstirești. Eforturile sale pentru reforma agrară au dus la o moțiune de cenzură, care a declanșat o criză politică care a culminat cu lovitura de stat din mai 1864, provocată de Alexandru Ioan Cuza pentru implementarea reformei. Cu toate acestea, Kogălniceanu a demisionat în 1865, în urma conflictelor cu domnitorul. După un deceniu, a pus bazele Partidului Național Liberal, dar mai înainte de asta, a jucat un rol important în decizia României de a participa la Războiul Ruso-Turc din 1877-1878, război care a dus la recunoașterea independenței țării. În ultimii ani de viață a fost o figură politică proeminentă, președinte al Academiei Române și reprezentant al României în relațiile cu Franța.

## Tinerețea
S-a născut la Iași, în familia boierilor moldoveni Kogălniceanu, fiind fiul Vornicului Ilie Kogălniceanu și strănepotul lui Constantin Kogălniceanu (cunoscut pentru că a semnat în anul 1749 documentul prin care a fost desființată iobăgia în Moldova, emis de Prințul Constantin Mavrocordat). Mama lui Mihail, Catinca (născută Stavilla – sau Stavillă), a fost, conform spuselor lui Kogălniceanu, „dintr-o familie românească din Basarabia”. Deși Kogălniceanu a scris, la un moment dat, cu mândrie că „familia mea nu și-a avut originile în oameni sau țări străine”., într-un discurs susținut cu ceva timp înainte de moartea sa, Kogălniceanu a afirmat că mama sa Catinca Stavilla a fost descendentă „a unei familii genoveze, stabilită de secole în colonia Genoveză a Cetății Albe (Akerman), care s-a răspândit în toată Basarabia”.
În timpul vieții lui Mihail Kogălniceanu au existat confuzii în privința datei nașterii sale, unele surse indicând anul 1806, drept an al nașterii, dar în discursul susținut în fața Academiei Române, a indicat data exactă a nașterii sale așa cum a fost notată de tatăl său în registrul familiei. Menționând, de asemenea, că nașa sa a fost Marghioala Calimach, o boieroaică provenită din familia Callimachi, care s-a măritat cu un membru al familiei Sturdza, și era mama lui Mihail Sturdza (care avea să-i fie lui Kogălniceanu protector, dar și adversar).
Kogălniceanu a fost educat la Mănăstirea Trei Ierarhi din Iași, înainte de a fi de instruit de către Gherman Vida, un călugăr care aparținea Școlii Ardelene și care era asociat cu Gheorghe Șincai. A terminat școala primară din Miroslava, unde a învățat la pensionul lui Cuénim. În acea perioadă i-a întâlnit pentru prima dată pe poetul Vasile Alecsandri (ambii au studiat la Vida și Cuénim), pe Costache Negri și pe Cuza. În acea perioadă, Kogălniceanu și-a dezvoltat o pasiune pentru istorie, cercetând vechile cronici moldave.
Ajutat și de prințul Sturdza, Kogălniceanu și-a continuat studiile în străinătate, inițial în orașul francez Lunéville (unde a fost îngrijit de fostul tutore al lui Sturdza, abatele Lhommé) și mai târziu la Universitatea Humboldt din Berlin. Unul dintre colegii săi a fost și viitorul filozof Grigore Sturdza, fiul domnitorului. Șederea sa în Lunéville a fost întreruptă de intervenția oficialităților ruse, care implementaseră în Moldova Regulamentul Organic și care considerau că, deși se afla sub influența lui Lhommé (participant la Revoluția Franceză), studenții erau influențați de idei rebele. Astfel toți studenții moldoveni, inclusiv fiii lui Sturdza și ai altor nobili, au fost retrași din școlile franceze la sfârșitul anului 1835 și au fost înscriși la instituțiile de învățământ din Prusia.

### Atitudinea față de femei
Kogălniceanu s-a remarcat printr-o înalt rafinată și întrucâtva emancipată atitudine față de femei, despre al căror gen avea să scrie în 1841: "femeia, în lexiconul meu, înseamna o ființă gingașă, slabă, drăgălașă, frumoasă, făcută din flori, din armonie și din razele curcubeului, capricioasă,  ră [rea] câteodată, bună mai multe ori, o ființă făcută pentru amor, menită a pune în lanțuri pe eroii cei mai neînduplecați, care pentru un zâmbet te face de-ți vinzi viața din astă lume, și partea din rai din cealaltă lume, care are un suflet ce ințălege tot ce este frumos, care pentru cel mai mic lucru cateodată plânge și altă dată îi în stare să-și jartfească viața, care îi destoinică să facă faptele cele mai mari, care când îi blândă ca o turturică, când turbată ca o leoaică, care când îi crudă, când miloasă; femeia este un amestec de grații, de bunătate, de răutate, de duh, de cochetărie de slăbiciuni și de tărie, a căreia mai toată viața se mărginește între a iubi și a fi iubită; o femeie, în sfârșit, este un ceva ce nu se poate nici descrie, nici numi, nici hotărî matematicește, un ceva ce este cel mai rar lucru din Moldova". Ironia elitismul kogălnician temperează subtilitatea descrierilor sale romantice, așa cum transpare din fragmentul în care scriitorul sugerează că, cel puțin în Moldova, "găsești de ajuns mame, neveste, văduve, fete, slute, șchioape, chioare, vornicese, bănese, pitărese, negustorițe, bacalite, țâgance și alte asemena creaturi ce se nasc, cresc, se mărită, fac copii și mor. Dar femei, asta-i cam greu" (aldine în original). Cu toate acestea, eseistul rămânea de opinia, relativ atipică vremurilor sale, că "femeia este făcută pentru alta ceva mai înalt decât a poronci și a căuta numai prozaicile trebi a gospadăriei; o socot de o mișie mai nobilă în societatea europeană. De aceea, măcar ca entuziasmul meu pentru Napoleon covârșește toată comparația, totuși nu pot să-i iert nedreapta ură ce avea pentru Doamna de Staël, numai pentru că era o femeie de geniu" (ibidem, p. 63).  În mod similar, Kogălniceanu descria dragostea precum "cea mai nobilă din toate patimile, care ațâță la fapte mari, care însuflețează eroismul și geniul, care dă idei de cinste și de slavă, care înviază, care farmăcă [farmecă], care aduce pre om într-o lume de visuri, unele mai aurite decât altele, cine-l cunoaște, cine-l slăvește?" (ibidem, p. 61). Același idealism romantic se sparge, în cazul lui Kogălniceanu, de reciful realităților valahe: "A iubi însemnează la noi a se lua, a se schimba, a se lepăda, a se uita, spre a se îngurlui [n.ed.: "a se însoți din dragoste"] și a se despărți iarăși, fără ca patima să lase cât de puțină întipărire în inima acelor ce zic că simțesc amorul" (idem).

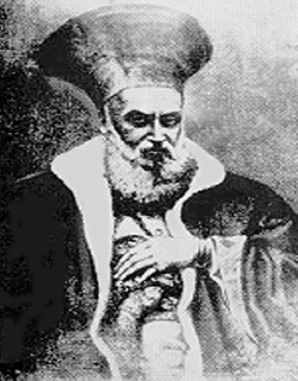
Ilie Kogălniceanu
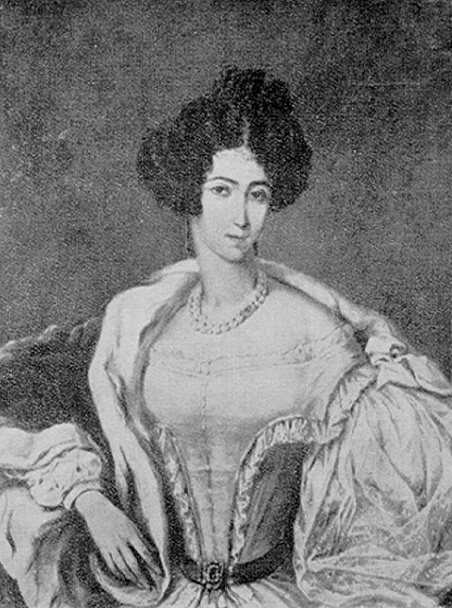
Catinca Stavilla
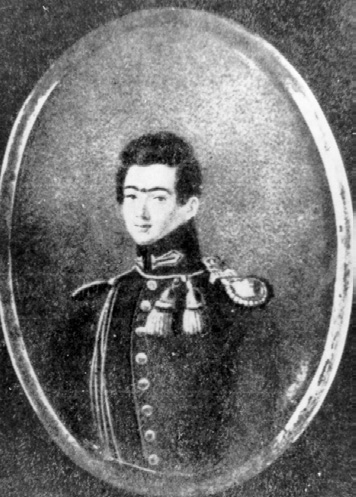
Mihail Kogălniceanu în uniformă de iuncăr, la 18 ani.

### În Berlin

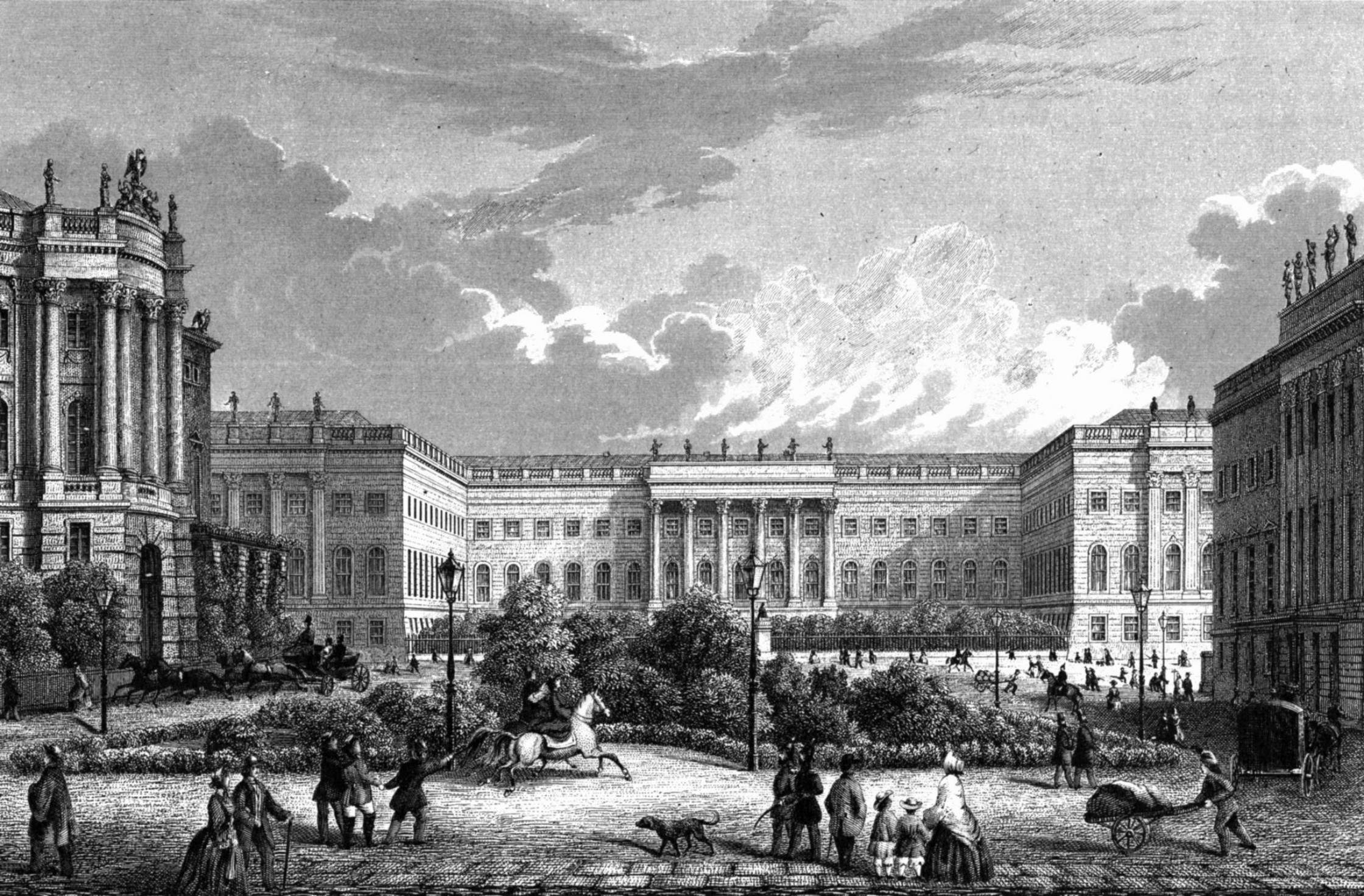
Universitatea Humboldt din Berlin în 1855

În timpul perioadei petrecute la Berlin, i-a cunoscut și a fost influențat de juristul hughenot Friedrich Carl von Savigny, de Alexander von Humboldt, Eduard Gans și în special de profesorul Leopold von Ranke, ale cărui idei asupra necesității politicienilor de a fi la curent cu știința istoriei au fost rapid adoptate de Kogălniceanu.
În paginile pe care le-a dedicat influenței exercitate de Georg Wilhelm Friedrich Hegel asupra gândirii românești, Tudor Vianu a afirmat că mai multe principii legate de hegelianism au fost un atribut comun al mai multor profesori din Berlin în timpul șederii lui Kogălniceanu. Politicianul a adoptat punctul de vedere care se afla în rezonanță cu cel al lui Hegel, mai ales principiul conform căruia legile trebuiau să se adapteze spiritului individual al națiunilor.
Kogălniceanu avea să scrie mai târziu cu mândrie că a fost primul dintre studenții români ai lui Ranke și a susținut că, în conversațiile cu Humboldt, a fost prima persoană care a folosit echivalentele moderne din limba franceză a cuvintelor „român” și „România” („roumain” și „Roumanie”) înlocuind referirile la „moldovean” și „valah”, precum și variantele vechi folosite înaintea sa de intelectualul Gheorghe Asachi; istoricul Nicolae Iorga a afirmat că Kogălniceanu a jucat un rol în popularizarea acestor denumiri ca fiind cele standard.
Kogălniceanu a făcut cunoștință cu Frederica, Ducesă de Cumberland, și a devenit prieten apropiat al fiului ei George al V-lea de Hanovra, viitorul conducător al Regatului Hanovrei. Inițial găzduit de o comunitate a hughenoților din diaspora, a fost mai târziu invitatul unui pastor calvin pe nume Jonas, în a cărui locuință a fost martor la adunările activiștilor care erau în favoarea Unificării Germaniei.
În conformitate cu propriile sale amintiri, grupul său de moldoveni a fost ținut sub supravegherea atentă a lui Alexandru Sturdza, care l-a ajutat să scrie Études historiques, chrétiennes et morales ("Studii istorice, creștine și morale"). În timpul călătoriilor din vară în Pomerania, în orașul Heringsdorf, l-a întâlnit pe romancierul Willibald Alexis, cu care a devenit prieten, și care i-a ținut o prelegere despre reforma agrară a regelui prusac Frederic Wilhelm al III-lea, Mai târziu, Kogălniceanu a observat efectele reformei în vizita lui la Alt Schwerin, și a avut posibilitatea de a reproduce rezultatele sale în țara sa natală.

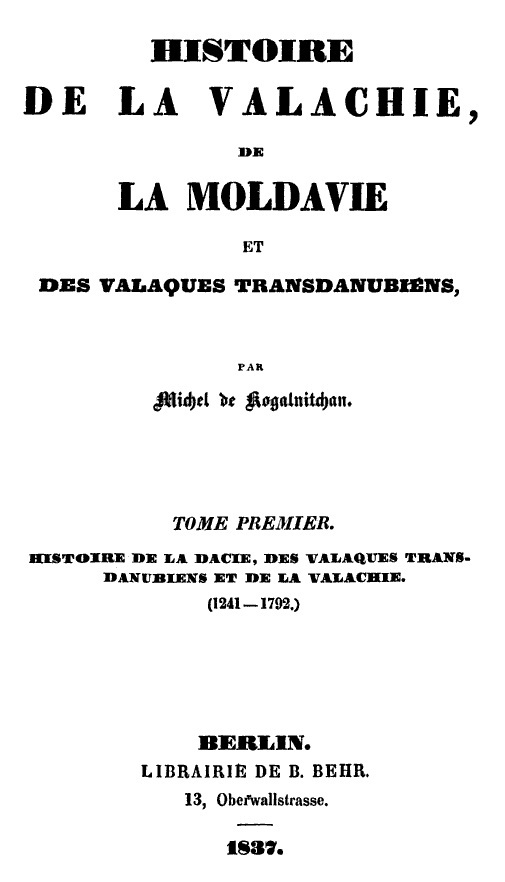
Primapagine din Histoire de la Valachie, de la Moldavie, et des Vlaques transdanubiens, semnată de Michel de Kogalnitchan (1837)

Familiarizându-se treptat cu subiectele sociale și istorice, Kogălniceanu și-a început munca la primele sale două volume: un studiu de pionierat despre romi și lucrarea în limba franceză Histoire de la Valachie, de la Moldavie, et des Vlaques transdanubiens („Istoria Valahiei, Moldavei, și a valahilor transdunăreni”, primul volum într-o sinteză a Istoriei române). Ambele au fost publicate pentru prima dată în 1837 în Confederația Germană. În plus, el a scris o serie de studii despre literatura română. A semnat cele trei opere cu varianta franțuzită a numelui, Michel de Kogalnitchan, care era ușor greșită (folosea cazul partitiv de două ori: odată în particula franceză "de", și a doua oară în sufixul românesc "-an").
După ce a trezit suspiciunile prințului Sturdza prin susținerea fățișă a tineretului intelectual reformist din acele zile și prin opoziția față de regimul Regulamentului Organic, Kogălniceanu a fost împiedicat să-și finalizeze doctoratul  și a revenit la Iași în 1838, unde a primit funcția de adjutant al prințului.

## Împotriva Prințului Sturdza
În următoarele decenii, el a publicat un număr mare de lucrări, inclusiv eseuri și articole, prima sa ediție a Cronicilor Moldovei, precum și alte cărți și articole, înființând mai multe periodice: Alăuta Românească (1838), Foaea Sătească a Prințipatului Moldovei (1839), Dacia Literară (1840), Arhiva Românească (1840), Calendar pentru Poporul Românesc (1842), Propășirea (redenumit Foaie Științifică și Literară, 1844), și multe almanahuri. Dacia Literară și Foaie Științifică, care erau redactate împreună cu Alecsandri, Ion Ghica, și Petre Balș, au fost suprimate de autoritățile moldovene, care le-au considerat suspecte. Împreună cu Costache Negruzzi, a publicat toate lucrările lui Dimitrie Cantemir care existau în acele timpuri, iar mai târziu și-a cumpărat propria tiparniță, cu care dorea să tipărească edițiile complete ale cronicilor moldave, inclusiv pe cele ale lui Miron Costin și Grigore Ureche (după mai multe întreruperi asociate cu opțiunile sale politice, proiectul a fost realizat în 1852). În acest context, Kogălniceanu și Negruzzi au încercat „occidentalizarea” publicului moldav, fiind interesați de domenii din cele mai variate, inclusiv de bucătăria românească: almanahurile publicate de ei au avut în prim-plan aforisme bazate pe obiceiuri culinare menite să educe populația rurală despre rafinamentul și bogățiile bucătăriei europene. Kogălniceanu a susținut mai târziu că, împreună cu prietenul său, a fost „pionierul artei culinare în Moldova”.
Cu Dacia Literară, Kogălniceanu a început să-și promoveze idealul romantic al „specificului național”, care va avea o mare influență asupra lui Alexandru Odobescu și a altor figuri literare. 
Unul dintre principalele obiective ale publicațiilor sale a fost extinderea gamei de acoperire a culturii moderne românești dincolo de limitele ei timpurii în care fusese bazată mai mult pe traduceri din literatura occidentală; Garabet Ibrăileanu a arătat că aceasta a fost însoțită de un atac voalat îndreptat către Gheorghe Asachi și publicația sa Albina Românească.
Mihail Kogălniceanu a criticat mai târziu fățiș varianta de limbă română literară propusă de Asachi, bazată pe arhaisme și foneme franțuzite, și pe care o considera inconsistentă. El l-a criticat pe Asachi și pentru ceea ce considera a fi o influență excesivă a poeziei străine în opera lui. Au apărut tensiuni și între Kogălniceanu și Alecsandri, după ce primul a început să-l suspecteze pe colaboratorul său, pentru reducerea contribuțiilor sale la Foaie Științifică.
În această perioadă, Kogălniceanu a păstrat legături strânse cu fostul său coleg Costache Negri și cu sora sa Elena, devenind una din principalele figuri din cercul intelectual găzduit de familia Negri în Mânjina. El s-a apropiat și de profesorul de limba franceză și eseistul Jean Alexandre Vaillant, care era implicat și el în proiecte liberale fiind în același timp interesat și de lucrările cronicarilor moldoveni. Intelectualii din acele zile au speculat că Kogălniceanu ar fi contribuit cu mai multe secțiuni la eseul lui Vaillant despre Moldova și Valahia (La Roumanie).
În mai 1840, în timp ce era secretarul personal al Prințului Sturdza, a devenit director (împreună cu Alecsandri și Negruzzi) al Teatrului Național din Iași, după ce domnitorul a decis unirea celor două teatre din oraș, din care unul găzduia reprezentații în franceză. În anii care au urmat, la acest teatru, devenit cel mai popular de acest gen din țară, s-au jucat comedii cunoscute din repertoriul francez și a debutat și Alecsandri ca dramaturg. Treptat, teatrul a început să fie supus cenzurii lui Sturdza.
În 1843, Kogălniceanu a ținut o cunoscută prelegere inaugurală despre istoria națională la nou-înființata Academie Mihăileană din Iași, discurs ce i-a influențat puternic pe studenții români de la Universitatea din Paris, precum și generația pașoptistă. Printre profesorii Academiei Mihăilene se numărau Ion Ghica, Eftimie Murgu și Ion Ionescu de la Brad. Conținutul discursului a fost în parte determinat de refuzul lui Sturdza de a-i da aprobarea de a publica, și a constituit un proiect revoluționar. Printre altele, el făcea referire explicit la cauza comună a tuturor românilor care trăiau în Moldova și Țara Românească, precum și a zonele aflate în Imperiul Austro-Ungar și în Imperiul Rus: 
"...țara mea este orice loc de pe Pământ unde se vorbeste românește, și istoria națională este istoria întregii Moldove și Țării Românești, și cea a fraților din Ardeal.”

### Revoluția

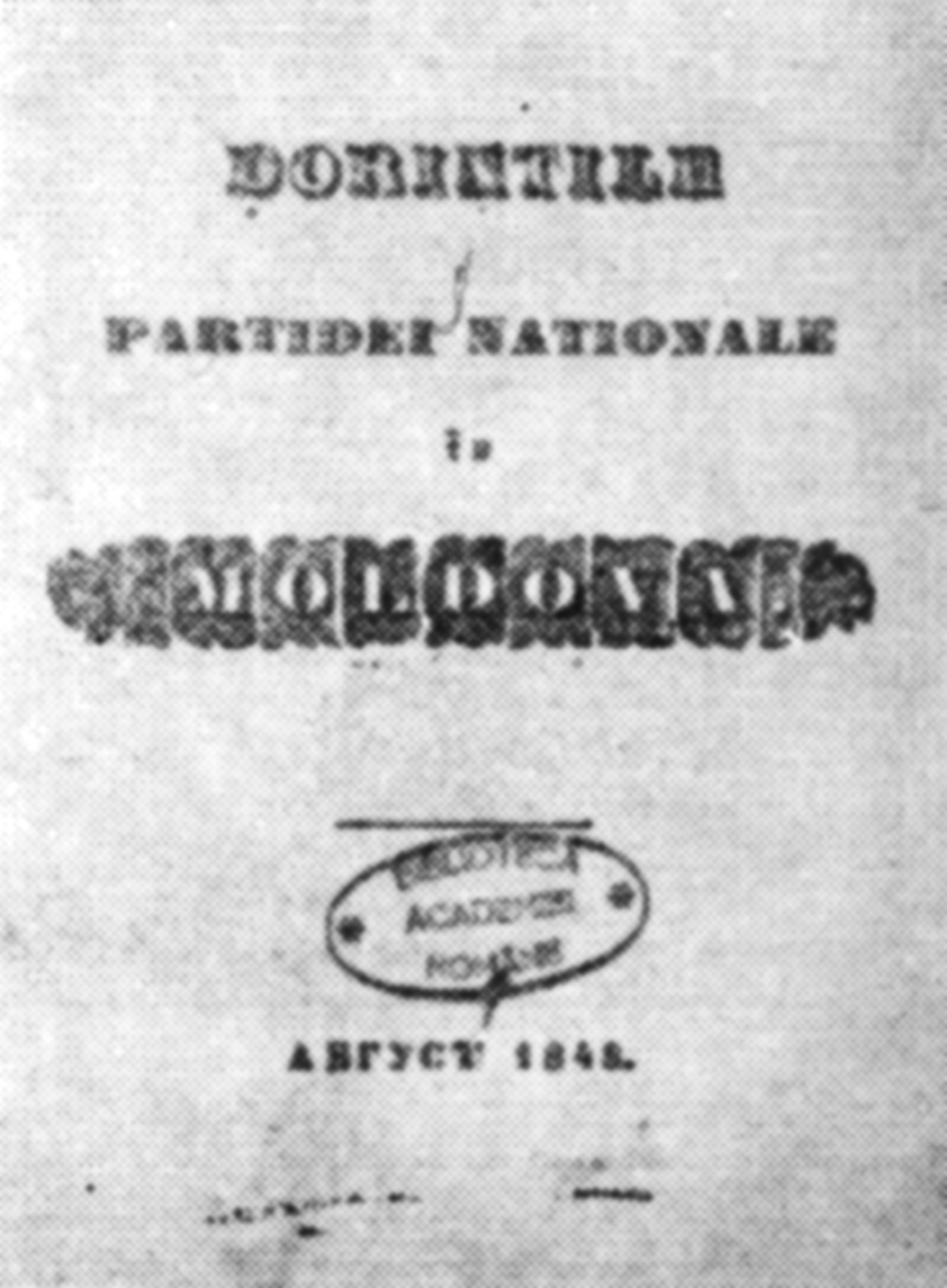
Coperta actului Dorințele partidei naționale din Moldova

În jurul anului 1843, Kogălniceanu era suspectat de autoritățile din Moldova din cauza entuziasmului său pentru reformă. În 1844 i s-a revocat dreptul de a ține prelegeri de istorie. În timp ce călătorea în Viena ca reprezentant secret al opoziției politice moldovene (încercând să se apropie de Metternich și să discute despre detronarea lui Sturdza) i-a fost suspendat pașaportul.
Întemnițat pentru scurt timp după revenirea la Iași, s-a implicat la scurt timp în politica din Țara Românească, ajutându-l pe prietenul său, Ion Ghica: în februarie, în timpul unei sărbători naționaliste, a călătorit la București, unde s-a întâlnit cu membrii organizației secrete Frăția și cu cei ai aripii sale politice legale, Soțietatea Literară (printre care se numărau Ghica, Nicolae Bălcescu, August Treboniu Laurian, Alexandru G. Golescu și C. A. Rosetti).
După ce și-a vândut biblioteca personală Academiei Mihăilene, Kogălniceanu a stat la Paris și în alte orașe din Europa de Vest între 1845 și 1847, aderând la Societatea Studenților Români împreună cu Ghica, Bălcescu și Rosetti, prezidată de poetul francez Alphonse de Lamartine. El a frecventat și La Bibliothèque Roumaine, aderând la Francmasonerie, mai precis la loja denumită L'Athénée des Étrangers („Ateneul Străinilor”), împreună cu majoritatea românilor reformiști din Paris. În 1846, a vizitat Spania, încercând să fie martor la nunta reginei Isabella a II-a cu ducele de Cádiz, fiind însă curios și în ce privește dezvoltarea culturii spaniole. La sfârșitul călătoriei, a scris Notes sur l'Espagne („Note despre Spania”), un volum în franceză în care combină genul memorialistic, literatura de călătorie și istoriografia.
O vreme, el și-a concentrat activitatea pe cercetarea izvoarelor istorice, extinzându-și seria de cronici moldave pe care le edita și le tipărea. La acea vreme, a reluat legăturile cu Vaillant, care l-a ajutat să-și publice articolele în Revue de l'Orient. Mai târziu avea să spună: „Nu am venit la Paris doar ca să învățăm cum să vorbim franțuzește ca francezii, ci și să împrumutăm ideile și lucrurile de trebuință ale unei națiuni atât de luminate și de libere”.
După declanșarea revoluțiilor europene din 1848, Kogălniceanu a fost prezent în prima linie a politicii naționaliste. Deși, din mai multe motive, el nu a semnat „Petițiunea-proclamațiune” din martie 1848, care a dus la declanșarea revoluției în Moldova, el a fost considerat a fi unul din instigatori, iar domnitorul Sturdza a ordonat să fie arestat. Kogălniceanu a scăpat de arestare, a lansat mai unele dintre cele mai dure atacuri împotriva lui Sturdza și, astfel, în iulie, se oferise o recompensă pentru prinderea sa „viu sau mort”. Spre sfârșitul verii, a trecut granița cu Austria în Bucovina, unde s-a refugiat pe proprietatea fraților Hurmuzachi (în paralel, revoluția munteană reușise să preia puterea la București).
Kogălniceanu a devenit membru și principal ideolog al Comitetului Revoluționar Moldovenesc Central din exil. Manifestul său, Dorințele partidei naționale din Moldova (august 1848), era, practic, un proiect constituțional ce enumera țelurile revoluționarilor români. El contrasta cu cererile anterioare prezentate de revoluționari lui Sturdza, în care se cerea respectarea strictă a Regulamentului Organic și oprirea abuzurilor. În cele 10 secțiuni și 120 de articole, manifestul cerea, printre altele, autonomie internă, drepturi civile și politice, separația puterilor în stat, abolirea privilegiilor boierești, desființarea clăcii și unirea cu Țara Românească. Referindu-se la acest din urmă ideal, Kogălniceanu a scris că el reprezintă:
„cheia bolții, fără care s-ar prăbuși tot edificiul național”.
În același timp, el a publicat un proiect explicit de constituție, care dezvolta felul în care Dorințele se pot traduce în realitate. Kogălniceanu a trimis articole și revistei Bucovina, publicație a revoluționarilor români din Austria. În ianuarie 1849, o epidemie de holeră l-a obligat să plece în Franța republicană, unde și-a continuat activitățile de susținere a revoluției române.

### Reformele Prințului Ghica

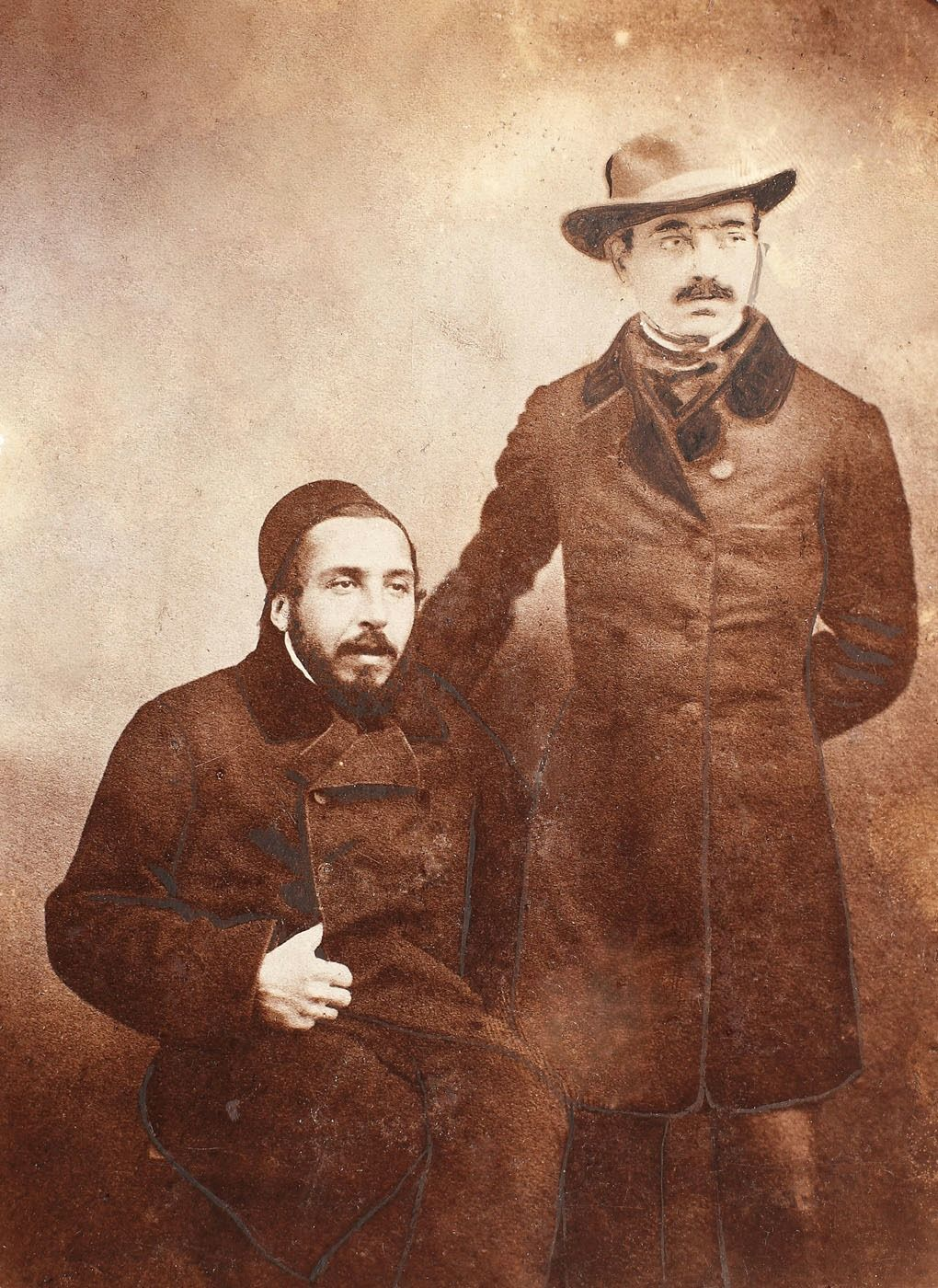
Ion Ghica (pe scaun) și Vasile Alecsandri, fotografiați în Istanbul (1855)

În aprilie 1849, o parte din cerințele Revoluției de la 1848 au fost îndeplinite de Tratatul de la Baltalimani, prin care cele două puteri suzerane ale Regulamentului organic Imperiul Otoman și Imperiul Țarist l-au numit pe Grigore Alexandru Ghica, un susținător al cauzei liberale și unioniste, ca Prinț al Moldovei (pe de altă parte, se confirmă înfrângerea puterii revoluționare din Țara Românească). Ghica a permis întoarcerea inițiatorilor evenimentelor din 1848 din exil, și i-a numit pe Kogălniceanu, Costache Negri și Alexandru Ioan Cuza în funcții administrative. Măsurile luate de prinț, împreună cu înfrângerea Rusiei în Războiul Crimeii, au dus la introducerea ideilor și dorințelor liberale comprimate în Dorințele partidei naționale din Moldova din 1860.
Kogălniceanu a fost numit în diverse poziții guvernamentale la nivel înalt, în același timp continuându-și contribuțiile sale culturale și a devenit figura principală a grupului Partida Națională, care a solicitat fuziunea celor două Principate Dunărene sub o singură administrație. În 1867, reflectând implicarea sa, el a declarat:
 „Nu este o nici o reformă, nici un act național unic, din care numele meu ar fi absent. Toate legile importante au fost făcute și contrasemnate de mine...”
Și-a inaugurat cariera legislativă sub conducerea Prințului Ghica. Pe 22 decembrie 1855 a lucrat cu Petre Mavrogheni la legislația privind abolirea robiei romilor care a fost acceptată de Sfatul boieresc. Prințul Sturdza i-a eliberat din robie pe romii din proprietatea boierilor și a celor deținuți de stat în ianuarie 1844. Ghica a fost determinat să finalizeze procesul dezrobirii de soarta lui Dincă, un bucătar rom cu școală care și-a ucis nevasta franțuzoaică și apoi s-a sinucis, după ce i s-a atras atenția că nu va fi eliberat de stăpâni, familia Cantacuzino.
Prințul Ghica a încercat și să îmbunătățească situația țăranilor stabilind prin lege sfârșitul împrumuturilor rapide și a reglementat faptul că țăranii nu puteau fi înlăturați de pe pământurile la care lucrau. Această măsură a dus la efecte puțin durabile; conform lui Kogălniceanu, „cauza [acesteia] ar trebui să fie căutată în măreția proprietarilor de pământ, în slăbiciunea guvernului, care, prin însăși natura sa, a fost provizoriu, și, astfel, lipsit de putere”.

### Divanul ad-hoc

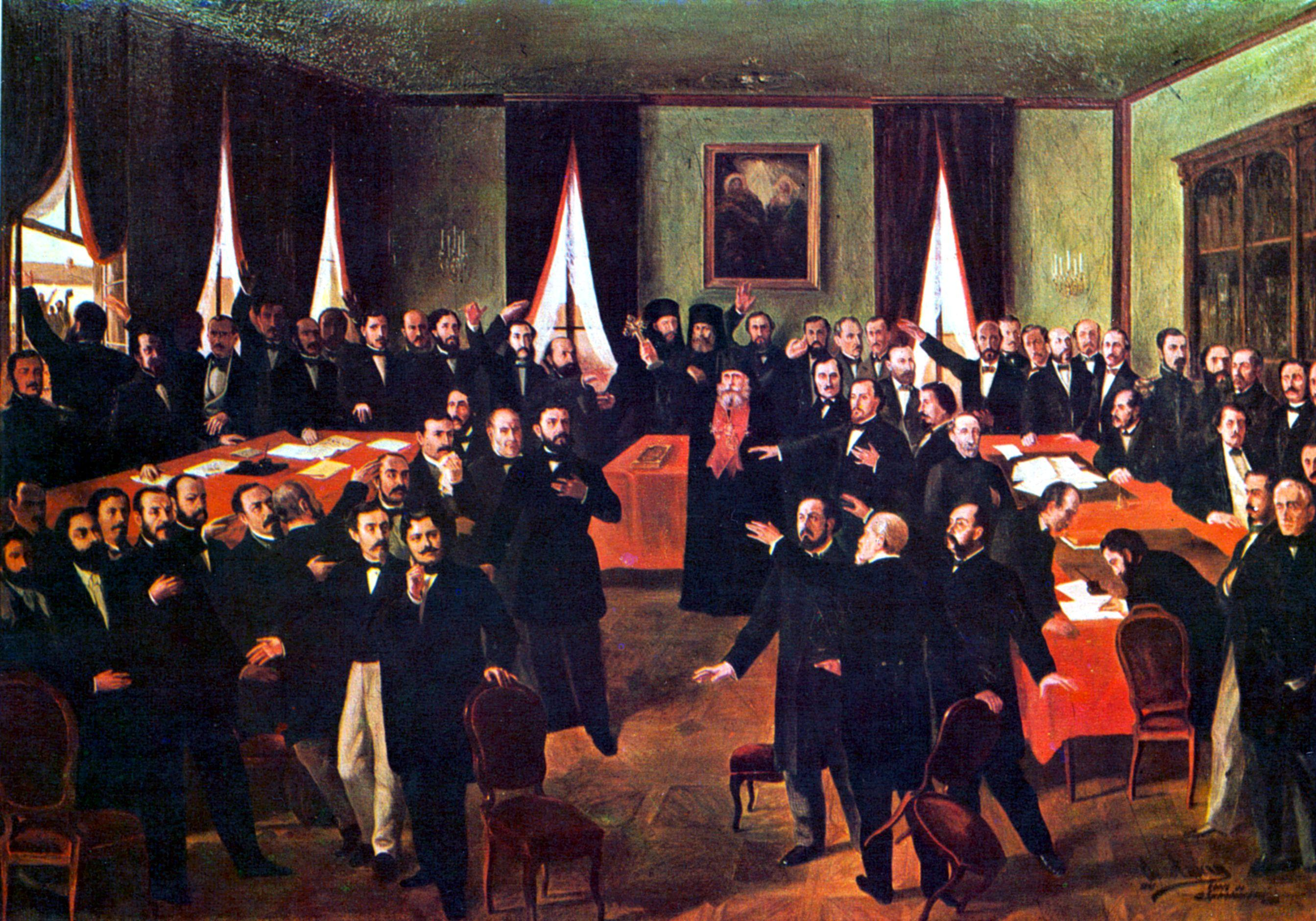
Proclamarea Unirii Moldovei cu Țara Românească, pictură de Theodor Aman

Întreruptă de intervențiile Rusiei și Austriei în timpul războiului Crimeii, activitatea sa ca reprezentant al Partidei Națională a fost reușită după Tratatul de la Paris din 1856, atunci când Moldova și Țara Românească au intrat sub directa supraveghere a puterilor europene (care cuprindeau, alături de Rusia și Austria, Regatul Unit al Marii Britanii și al Irlandei, Al Doilea Imperiu Francez, Regatul Sardiniei, și Prusia). Conform lui, membrii Divanul a început să ia în considerare acordurile de la Paris, și în special Convenția din 1858 în ceea ce privește cele două țări, și o Constituție a României, pe loc până în 1864.
În plus, Kogălniceanu a început tipărirea revistei Steaua Dunării în Iași: un purtător de cuvânt unionist, acestă publicare a primit sprijin din partea lui Alecsandri și a sa publicație România Literară. Kogălniceanu l-a încurajat pe Nicolae Ionescu să publice revista L'Étoile de Danube în Bruxelles, ca o variantă în limba franceză a publicației Steaua Dunării care va servi la răspândirea viziunilor Partidei Naționale. În acest timp, el a corespondat cu Jean Henri Abdolonyme Ubicini, un eseist francez și călător care a jucat un rol minor în răscoala din Țara Românească, și care a susținut cauza României în țara sa natală.
Ales de către colegiul electoral al proprietarilor de terenuri din județul Dorohoi în Divanul ad-hoc, un ansamblu nou-înființat, prin prin care moldovenii au câștigat dreptul de a decide propriul viitor, a rămas în discuții cu reprezentanții Divanului din Țara Românească din Divanul lor, și și-a reluat campania în favoarea unirii și a autonomiei sporite, precum și principiile de neutralitate, guvern reprezentativ, și, după cum a spus mai târziu, aducerea la conducerea țării a unui „prinț străin”. Cu toate acestea, atât Kogălniceanu cât și Alecsandri, s-au prezentat inițial în calitate de candidați pentru titlul regent de Caimacam -Alecsandri, care era mai popular, a renunțat primul, pentru a-l susține pe Costache Negri. Candidatura lui Negri a fost respinsă de către otomani, care a preferat să-l numească pe Teodor Balș (iunie 1856).
În urma alegerilor din septembrie 1857, întreaga Partidă Națională a ales să-l sprijine pe Cuza la tronul Moldovei. Acest lucru a venit după ce Nicolae Vogoride, noul Caimaicam, a realizat o fraudă electorală anti-unionistă - scrutin anulat de către verdictul comun al lui Napoleon al III-lea și Regina Victoria (9 august 1857, pentru prima dată lumii pe 26 august).
A jucat un rol decisiv în decizia Divanului de a elimina privilegiile și rangurile boierești, anulând astfel de acte legislative impuse pentru prima dată de prințul Constantin Mavrocordat. Propunerea finală, impunerea efectivă a unei legi pentru toți, serviciul militar obligatoriu și eliminarea scutirilor de taxe după rang, a fost făcută de o comisie care în care se aflau Kogălniceanu și Vasile Mălinescu, și a fost adoptată de către Divan pe data de 29 octombrie 1857, cu 73 din 77 de voturi (restul de 4 au fost abțineri)., Kogălniceanu a remarcat cu mândrie că „întreaga națiune a acceptat această mare reformă, și toată lumea, foști prinți, marii boieri, boierii de rang inferior, familiile privilegiate, au primit acest reformă egalitaristă, renunțând, chiar și fără legi speciale, la tot ceea ce deriva din vechiul regim, și chiar tot ce semăna cu vechiul regim”. El a reținut că doar doi membri ai clasei boierești au refuzat să respecte noile principii Vornicii Iordache Beldiman (în Moldova) și Ioan Manu (în Țara Românească). În noiembrie, Partida Națională a adoptat o lege care consemna sfârșitul discriminării religioase împotriva tuturor ne-ortodocșilor creștini din Moldova (în special, față de romano-catolici și armeni gregorieni). Legea a fost propusă de Negri.
Multe dintre eforturile lui Kogălniceanu au fost axate pe rezolvarea chestiunii țărănești, dar, cum a admis, electoratul boieresc l-a amenințat cu concedierea dacă îndrăznea să insiste.  Prin urmare, el a semnat propunerea mai moderată a lui Dimitrie Rallet, care prevenea instituirea unor noi corvées de către boieri, lăsând alte probleme pentru a fi  discutate într-un plen viitor și permanent. Proiectul a fost din prima respins de o mare majoritate a Adunării, ceea ce a dus, după părerea lui Kogălniceanu, la crearea a doi poli, unul liberal și unul conservativ, înlocuind unionismul și cauzând conflicte în fosta majoritate unionistă (care a dus la formarea partidelor Național Liberal și Conservativ).
Dejucând planurile opoziției de Vogoride și grupul său de discipoli conservator în timpul noilor alegeri pentru Divan, Kogălniceanu a fost capabil să-l promoveze Cuza în Moldova pe 17 ianuarie 1859, ceea ce a dus la alegerea lui Cuza în aceeași postură în Țara Românească (5 februarie) - unirea de facto a celor două țări ca Principatele Unite. În octombrie 1858, el a făcut o propunere clară în ceea privind unificarea, pe care, după cum a menționat, a trecut de vot cu numai cu numai două voturi împotrivă (Alecu Balș și Nectarie Hermeziu, locțiitorul de episcop de la Roman), fiind anunțat public de Ion Roata, reprezentantul țăranilor pentru județul Putna. În timpul anului 1859, Kogălniceanu a stat din nou în Divanul ad-hoc și a adunat sprijin pentru Cuza de la toate facțiunile din tabăra unionistă, promovând în același timp lui candidatura în București - prin urmare, profitând de ambiguitățile din Tratatul de la Paris.

### Capitala Principatelor Unite
Articol principal Principatele Unite
La 24 ianuarie 1859, în urma dublei alegeri ca domnitor a lui Alexandru Ioan Cuza se realizează de fapt unirea Principatelor.
Noul domnitor este întâmpinat cu entuziasm la 29 ianuarie 1859 de bucureșteni. În ziua în care Cuza a ajuns domnitor, Mihail Kogălniceanu l-a primit cu un discurs emoționant. La sfârșitul anului 1859, Mihail Kogălniceanu susține ideea ca București să devină capitală a Principatelor motivând prin faptul că țările europene și Turcia considerau Bucureștiul drept capitală, aici erau reședințele consulatelor străine, începuse deja transportarea arhivelor cancelariilor de la Iași către București, spunând printre altele:
|  | Orașul Bucuresci este de seculi făcut pentru ca să fie Capitala României. Aproape de arterul principal al comerciului, al bogățiilor Principatelor Unite, Dunărea, pe drumul cel mare al Occidentului către Orient, cu o populațiune numeroasă, compactă și eminament românească, Bucurescii este apoi singurul oraș care are elementul cel mai puternic al unei țării, clasa sau starea de mijloc. Nicăierea, în nici un oraș al României nu există un centru de lumini mai mari, un popul cu aspirațiuni mai naționale și mai liberale, un spirit public mai neatârnat. Nicăieri opiniunea publică n-a putut a se dezvolta și domni mai mult decât în Bucuresci. | — Mihail Kogălniceanu |

### Secularizarea averilor mănăstirești

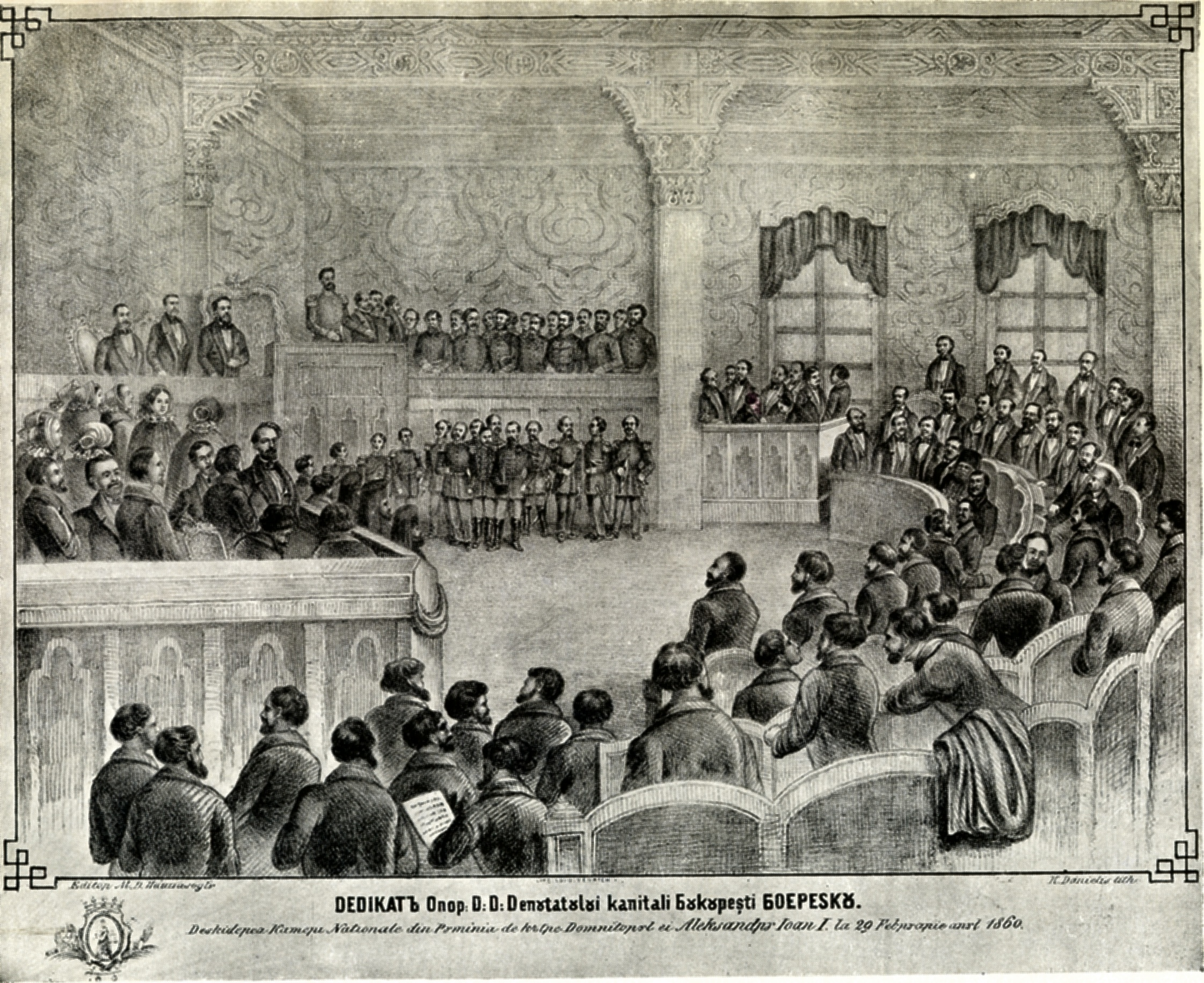
Deschiderea primului parlament al României, 1862

Din 1859 până în 1865, Kogălniceanu a fost numit de mai multe ori liderul cabinetului Principatelor Unite, fiind responsabil pentru multe din reformele asociate cu domnia lui Cuza. Cele mai importante sunt secularizarea averilor mănăstirești din 1863, un pas spre reforma agrară din 1864 (care a venit în același timp cu abolirea corvezilor).
Deși opoziția politică a împiedicat la început implementarea reformei agrare propuse de el, Mihail Kogălniceanu este văzut ca persoana responsabilă pentru modul în care a fost în cele din urmă realizată de Cuza.
După multe reforme, schimbările legislației au venit la finalul unui proces început în 1860, atunci când instituția de reglementare a proiectelor legislative pentru cele două principate, Comisia Comună din Focșani, dominată de conservatori, a refuzat să pună bazele reformei agrare. În schimb, a pus capăt corvezilor, permițând și țăranilor să aibă control asupra propriilor case de pe pământurile boierești și o parcelă de pășune. Cunoscută ca  Legea Rurală, proiectul a avut parte de sprijinul premierului de atunci, Barbu Catargiu, lider al conservatorilor, ținta până atunci a unor critici vocale din partea lui Kogălniceanu. Pe 6 iunie 1862, proiectul a fost dezbătut în Parlament, ceea ce a dus la răcirea relațiilor dintre Cuza și Conservatori. Conform istoricului L. S. Stavrianos, aceștia din urmă au considerat proiectul avantajos pentru că, pe lângă conservarea moșiilor s-a creat un grup considerabil de țărani fără pământ și dependenți, care puteau constitui forță de muncă ieftină.
În aceeași lună, Catargiu a fost asasinat misterios pe Dealul Mitropoliei, în timp ce se întorcea de la Filaret, unde a participat la o festivitate de comemorare a revoluției muntenești (i-a urmat în funcție Nicolae Kretzulescu, după prim-ministrul interimar Apostol Arsachi). Pe 23 iunie, Legea Rurală a fost adoptată de către Parlament, dar Cuza nu a promulgat-o. Potrivit lui Kogălniceanu, conservatorii Arsachi și Kretzulescu erau reticenți cu privire la propunerea de lege care urma să fie revizuită de către Cuza, știind-o era sortită respingerii de către domnitor. Discuțiile s-au îndreptat apoi către chestiunea confiscării pământurilor mănăstirilor ortodoxe grecești din România (proprietățile lor mari și scutirile de impozite de care se bucurau atrăgeau controverse încă din perioada fanariotă). Spre sfârșitul lui 1862, veniturile acestora au fost preluate de stat și, în vara anului următor, călugărilor greci li s-a oferit suma de 80 de milioane de piaștri, în schimbul pământurilor tuturor mănăstirilor.
Deoarece Imperiul Otoman a propus o mediere internațională, Cuza a luat inițiativa și, la 23 octombrie 1863, a demis cabinetul Kretzulescu, nominalizând în loc propriii oameni de încredere: Kogălniceanu ca premier și ministru de interne, Dimitrie Bolintineanu în calitate de ministru al cultelor.  În scopul de a preveni alte tensiuni internaționale, ei au decis să generalizeze confiscarea tuturor moșiilor Bisericilor Ortodoxe, atât cele grecești, cât și cele ale mănăstirilor ortodoxe române. Rezoluția a fost adoptată cu 97 de voturi parlamentare din 100. Mai târziu, Bisericii Grecești i s-a prezentat o ofertă de 150 de milioane de piaștri drept compensație, ofertă care a fost considerată prea mică de către clerici, inclusiv de către Patriarhul Sofronie al III-lea. În consecință, statul român a considerat chestiunea închisă. Ca o consecință directă, o treime din terenul arabil din Moldova și un sfert din cel din Țara Românească au devenit disponibile pentru o viitoare împroprietărire (între o cincime și un sfert din totalul terenurilor arabile).

## Regimul personal al lui Cuza

Bustul lui Mihail Kogălniceanu, amplasat în Parcul Trandafirilor din Suceava

În primăvara lui 1864, cabinetul a promovat un proiect de lege de reformă agrară radicală, prin care se propunea alocarea pământului pe baza statutului țăranilor: fruntașii, adică cei ce dețineau 4 sau mai mulți boi, urmau să primească 5 fălci de pământ (circa 7,5 hectare); mijlocașii, cei cu cel puțin doi boi—aproximativ 6 hectare; pălmașii, cei fără boi—circa. 3 hectare. Țăranii urmau să devină proprietari pe loturile lor după 14 ani de plată în rate a contravalorii pământului efectuate către fostul boier. Propunerea a produs mari frământări în Parlament, unde erau reprezentați 4.000 de electori, în principal boieri, iar vocile din tabăra conservatoare au etichetat proiectul drept „o nebunie”. Același partid a pregătit o moțiune de cenzură, pe baza faptului că Kogălniceanu dăduse publicității proiectul legislativ prin Monitorul Oficial, în contradicție cu cel susținut de Comisia de la Focșani, încălcând astfel litera legii—el s-a justificat mai târziu spunând: „publicarea a fost necesară pentru a liniști populația rurală, agitată de [proiectul alternativ]”. Cabinetul a demisionat, dar Cuza a refuzat să-i accepte demisia.
Tensiunile au escaladat și, la 14 mai 1864, Cuza a dat o lovitură de stat, simultan cu votul moțiunii de cenzură de către conservatori. Kogălniceanu a citit în Parlament decretul domnesc de dizolvare a legislativului, după care Cuza a introdus o noua constituție, intitulată Statutul dezvoltător al Convenției de la Paris. Ea a fost supusă unui referendum, împreună cu o lege care instituia vot universal masculin, amândouă fiind adoptate cu 682.621 de voturi dintr-un total de 754.148. Noul regim a adoptat Legea Rurală în forma guvernului Kogălniceanu, impunând reforma agrară și desființând corvezile. Aceasta s-a realizat în luna august 1864, discuțiile fiind ținute în cadrul nou-înființatului Consiliu de Stat, în care legea a fost susținută, printre alții, de Kogălniceanu, Bolintineanu, George D. Vernescu, Gheorghe Apostoleanu și Alexandru Papadopol-Calimah.
Alți membri ai Consiliului, mai rezervați, au cerut un moratoriu asupra aplicării legii pe o durată de trei ani, în locul termenului-limită din aprilie 1865, iar Cuza a acceptat. Arătând că, după părerea sa, decizia a reprezentat „însăși condamnarea și zdrobirea legii”, Kogălniceanu era îngrijorat că țăranii, informați despre viitorul lor, nu vor mai putea fi convinși să-și îndeplinească corvezile. El l-a amenințat pe Cuza cu demisia, și a reușit în cele din urmă să convingă toate părțile, inclusiv pe Kretzulescu, liderul opoziției, să accepte aplicarea legii începând cu primăvara lui 1865; rezoluția a fost însoțită de proclamarea lui Cuza, Către locuitorii sătești, și a fost descrisă de Kogălniceanu ca „testamentul politic al lui Cuza”. În pofida acestor măsuri, unii factori, cum ar fi creșterea demografică, fărâmițarea loturilor prin moștenire, îndatorarea țăranilor și dependența lor de veniturile provenite din munca pe moșii, împreună cu specula practicată arendași și cu cazurile în care corupția funcționarilor a întârziat alocarea pământurilor, au făcut ca reforma să fie ineficientă pe termen lung, și a contribuit la exacerbarea unor frământări care au culminat cu răscoala din 1907.
Cu concursul lui Kogălniceanu, regimul autoritar impus de Cuza a reușit să promoveze o serie de reforme, introducând codul napoleonian, educație publică și monopoluri de stat asupra alcoolului și tutunului. În paralel, regimul a devenit instabil și contestat din toate părțile, mai ales după scandalul relației adultere a lui Cuza cu Marija Obrenović. La începutul lui 1865, domnitorul a intrat în conflict cu principalul său aliat, Kogălniceanu, pe care l-a demis la scurt timp. În lunile care au urmat, administrația a intrat în colaps financiar, ajungând să nu mai poată plăti salariile angajaților aparatului de stat, iar Cuza a ajuns să se bazeze doar pe camarilla sa.
După 1863, relațiile dintre Mihail Kogălniceanu și prietenul său Vasile Alecsandri s-au înrăutățit, ultimul declarându-se dezgustat de politică. Alecsandri s-a retras la moșia sa de la Mircești, în care a scris piese de teatru în care ironiza actorii și evenimentele vieții politice.

## Anii 1870

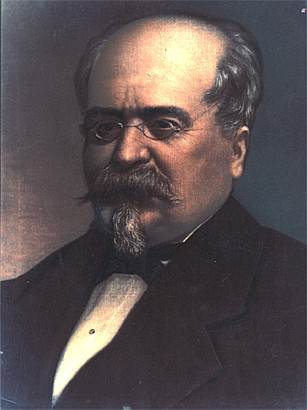
Portretul lui Kogălniceanu
(portret de Mișu Popp)

În cele din urmă, domnitorul Cuza a fost detronat de o coaliție de conservatori și liberali în luna februarie 1866; după o perioadă de tranziție în care s-au făcut numeroase manevre pentru a evita separarea din nou a Moldovei și Țării Românești, un Principat unit al României a obținut recunoaștere internațională, avându-l ca monarh pe Carol de Hohenzollern, și fiind guvernat după o nouă constituție. În perioada noiembrie 1868-ianuarie 1870, Kogălniceanu a fost din nou ministru de interne în guvernul lui Dimitrie Ghica; mandatul acestuia a fost confirmat de alegerile din 1869, după care a reușit să-l convingă pe Alecsandri să accepte o candidatură pentru un mandat de deputat de Roman. Poetul, care fusese nominalizat fără consimțământul său, a lăsat ostilitățile la o parte și a devenit unul dintre principalii susținători ai lui Kogălniceanu în Camera Deputaților.
Chiar și după ce Cuza a plecat din țară și s-a stabilit la Baden, relațiile lui cu Kogălniceanu au rămas la un respect distant: în vara lui 1868, când ambii vizitau Viena, s-au întâlnit întâmplător și, fără a schimba vreo vorbă, s-au salutat ridicându-și pălăriile. În ziua de 27 mai 1873, Kogălniceanu, împreună cu Alecsandri, Costache Negri, Petru Poni și alte personalități, au participat la înmormântarea ui Cuza la Ruginoasa. Ulterior, Kogălniceanu a scris: „Cuza a făcut mari greșeli, dar [proclamația Către locuitorii sătești din 1864] nu va dispărea niciodată din inimile țăranilor și nici din istoria României”.
El a continuat să fie liderul grupării politice a liberalilor reformiști moderați din România; într-o ușoară opoziție față de guvernul Partidului Conservator condus de Lascăr Catargiu (1875), a inițiat convorbiri cu facțiunea liberală radicală (din care făceau parte, printre alții, Ion Brătianu, Dimitrie Sturdza, Ion Ghica, C. A. Rosetti, Dimitrie Brătianu și Alexandru G. Golescu), convorbiri purtate în București, la locuința lui Paşa Stephen Bartlett Lakeman. La 24 mai 1875, negocierile au avut ca rezultat înființarea Partidului Național Liberal—așa-numita Coaliție a lui Mazar Paşa. Kogălniceanu a devenit adversar politic al fostului său colaborator Nicolae Ionescu, care, ca lider al grupării liberale Fracțiunea liberă și independentă, respingea politicile PNL. Într-un discurs ținut în 1876 în fața Parlamentului, Kogălniceanu i-a atacat pe Ionescu și pe susținătorii săi pentru pozițiile lor politice și academice, fiind aprobat în demersul său de societatea literară conservatoare Junimea și de publicația antiliberală a acesteia, Timpul. Ca și alți membri ai PNL, și-a exprimat opoziția față de convenția comercială semnată de Catargiu cu Austro-Ungaria, care era avantajoasă pentru cea din urmă, susținându-i exporturile și care, susțineau ei, ducea industria românească la ruină. Un guvern național-liberal a denunțat ulterior acest acord în 1886.
În calitate de ministru de externe în guvernul Ion Brătianu (primăvara-vara 1876, și apoi din nou din aprilie 1877 până în noiembrie 1878), Kogălniceanu a fost responsabil pentru intrarea României în războiul ruso-turc din 1877-1878 de partea Rusiei, ocazie cu care țara și-a declarat independența. Împreună cu Rosetti și Brătianu, a susținut trecerea trupelor rusești prin țară și, în aprilie 1877, l-a convins pe Carol să accepte alianța cu Rusia, contrar sfatului inițial al Consiliului de Coroană. În această chestiune, el a cerut sfatul Franței care, deși aflată într-o perioadă de frământări politice, era încă una din puterile ce supervizau România; Louis, duce Decazes, ministrul de externe francez, a refuzat să-i dea un răspuns ferm și a arătat că, dacă România se alătură taberei rusești, puterile nu-i vor mai oferi protecție. Kogălniceanu a luat la cunoștință și și-a exprimat speranța că Franța îi va susține țara în momentul decisiv.
Discursul său din 9 mai 1877 din fața Parlamentului a arătat că guvernul român consideră că țara a renunțat la suzeranitatea otomană. A doua zi, Parlamentul a votat declarația de independență, pe care principele Carol a acceptat-o. În anul care a urmat, Kogălniceanu a depus eforturi pentru a obține recunoașterea independenței de către toate statele europene și a afirmat că politicile guvernului său se centrează pe „transformarea cât mai rapidă a agențiilor diplomatice și consulatelor străine din București în legații”.

## Congresul de la Berlin și ultimii ani

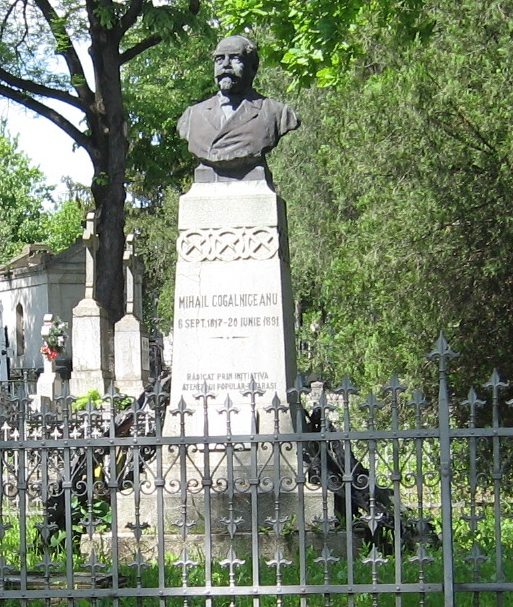
Mormântul lui Mihail Kogălniceanu de la Cimitirul Eternitatea din Iași.

La sfârșitul războiului, el și Brătianu s-au aflat în fruntea delegației României la congresul de la Berlin. În această calitate, ei au protestat împotriva ofertei Rusiei de a schimba Dobrogea de Nord (anterior parte a Imperiului Otoman) cu porțiunea din sudul Basarabiei primită de România prin tratatul de la Paris din 1856. Decizia finală a conferinței a fost în favoarea propunerii Rusiei, susținută de Gyula Andrássy, ministrul de externe al Austro-Ungariei și de William Henry Waddington, ministrul de externe al Franței. Presiuni suplimentare au venit și din partea lui Otto von Bismarck, cancelarul Imperiului German. Rezultatul a stârnit controverse în România, unde schimbul a fost considerat nedrept, unele voci cerând chiar acceptarea suzeranității otomane pentru a răsturna situația. În paralel, Rusia a cerut ca România să-i acorde drept nelimitat de trecere a armatelor prin Dobrogea de Nord, dar România și alte state europene s-au opus.
La acel moment, în urma intervenției lui Waddington, România a acceptat să rezolve și problema emancipării evreilor, și să acorde cetățenie tuturor locuitorilor țării, indiferent de religie. Rezoluția a fost și ea dezbătută în țară în anul următor, dar o astfel de măsură în ce privește evreii a fost introdusă abia în 1922-1923. În același timp, intervențiile lui Kogălniceanu au jucat un rol și în politicile etnice privind Dobrogea de Nord: el ar fi cerut, mocanilor români să renunțe la stilul lor de viață tradițional și la așezările lor din Bugeacul devenit acum rusesc, oferindu-le opțiunea de a achiziționa terenuri în Dobrogea de Nord.
Kogălniceanu și-a reprezentat apoi țara în Franța (1880), devenind primul trimis oficial român la Paris, avându-l în echipa sa și pe Alexandru Lahovary. În ianuarie 1880-1881, a supervizat primele contacte diplomatice dintre România și China dinastiei Qing, sub forma unui schimb de corespondență între ambasada română din Franța și Zeng Jize, ambasadorul Chinei în Regatul Unit.
După ce s-a retras din viața politică, Kogălniceanu, care fusese ales ca membru al Secțiunii Istorice a Academiei Române în 1868, a fost președinte al Academiei între 1887 și 1889. Îmbolnăvindu-se grav în 1886, el și-a petrecut ultimii ani publicând documente istorice din fondul Eudoxiu Hurmuzachi, mediatizând descoperirile arheologice din perioada Greciei și Romei antice în Dobrogea de Nord, și colecționând documente străine legate de istoria României. Unul din ultimele sale discursuri, ținut în fața Academiei în prezența regelui Carol I și a soției sale Elisabeta de Wied, a fost un sumar al întregii sale cariere de om politic, intelectual și funcționar public. În august 1890, în timp ce călătorea prin regiunea austriacă Vorarlberg, a aflat cu tristețe vestea morții la Mircești a lui Alecsandri. El i-a scris Paulinei, soția acestuia, rugând-o: „Nu am putut fi prezent la înmormântare, [de aceea] îmi permiteți, doamnă, întrucât nu am apucat să-l mai sărut nici viu nici mort, cel puțin să-i sărut mormântul!”
Mihail Kogălniceanu a murit la Paris în timpul unei operații, iar locul său de la Academie a fost luat de Alexandru Dimitrie Xenopol. A fost înmormântat la Cimitirul Eternitatea din Iași.

### Recunoaștere post-mortem
Numeroase localități din România, majoritatea din regiunea Moldova, au fost numite în cinstea lui Kogălniceanu. De asemenea, numele politicianului îl poartă un aeroport în județul Constanța, un bulevard și o piață în București, cât și o stradă din centrul Chișinăului.